# Герман (дем Преспа)
Вижте пояснителната страница за други значения на Герман.
Гѐрман (на гръцки: Άγιος Γερμανός, Агиос Германос, до 1926 година Γέρμαν, Герман) е село в Република Гърция, в дем Преспа, област Западна Македония.

## География
Селото е разположено в областта Голема Преспа близо до границата със Северна Македония в подножието на ридовете на Баба Елата и Бела вода. През селото минават Стара река (Палеорема) и Горна река. Отдалечено е на 50 километра западно от град Лерин (Флорина).

## История
Селото носи името на патриарх Герман I Константинополски или според други мнения на патриарх Герман Български, предстоятел на българската църква по времето на цар Самуил в края на X век. В селото е разположена средновековната църква „Свети Герман“ от XI век, в която през 1888 година е открит Самуиловият надпис – надгробната плоча на царските родители Никола и Рипсимия.

### В Османската империя
Селото се споменава в османски дефтер от 1530 година под името Гирман, хас на Касъм паша, с 69 ханета гяури, 52 ергени гяури и 4 вдовици гяурки. Църквата „Свети Атанасий“ е от 1816 година.
В края на XX век Герман е голямо село в Ресенската каза на Османската империя. Според Стефан Веркович („Топографическо-этнографическій очеркъ Македоніи“) в 1889 година в Герман има 213 домакинства с 1016 жители българи. В „Етнография на вилаетите Адрианопол, Монастир и Салоника“, издадена в Константинопол в 1878 година и отразяваща статистиката на населението от 1873 година, Герман (Guerman) е посочено като село в каза Ресен със 110 домакинства и 300 жители мюсюлмани и 20 българи.
Според статистиката на Васил Кънчов („Македония. Етнография и статистика“) в 1900 година в Герман живеят 680 българи и 125 арнаути мохамедани.
На Етнографската карта на Битолския вилает на Картографския институт в София от 1901 година Герман е смесено село българи, албанци и власи в Битолската каза на Битолския санджак със 140 къщи.
По време на Илинденското въстание селото е нападнато от турски аскер и башибозук. Убити са 18 души. Васил Чекаларов описва Герман като „чисто българско село със 150 къщи“. Според официални османски данни по време на въстанието в селото изгарят 26 турски къщи.
След въстанието християнското население на селото минава под върховенството на Българската екзархия. По данни на секретаря на Екзархията Димитър Мишев („La Macédoine et sa Population Chrétienne“) в 1905 година в Герман има 1160 българи екзархисти и 90 албанци. В селото работят българско и гръцко училище.
Петър Чаулев (според спомените на Петър Карчев) казва за Герман:
| „ | Макар че по-голямата част от селата в Преспанската област признаваха Патриаршията, между жителите на с. Герман имаше доста будни селяни, които подпомагаха нашето четническо движение: те бяха с българско съзнание. | “ |

В 1905 година селото пострадва от андартски нападения. Гърците извършват грабежи и отвличат няколко жени.
При преброяването в 1908 година комисията записва жителите на Герман като „гърци“. Германци се оплакват в Българското търговско агентство в Битоля и заявяват, че не искат да са записани „гърци“, и че ако в новите нуфузи не са записани като „българи екзархисти“, те няма да ги приемат.
При избухването на Балканската война двама души от Герман са доброволци в Македоно-одринското опълчение.

### В Гърция
През войната в Герман влизат гръцки войски, а след Междусъюзническата война селото остава в Гърция. Боривое Милоевич пише в 1921 година („Южна Македония“), че Герман има 235 къщи славяни християни и 15 къщи арнаути мохамедани. В 1926 година селото е прекръстено на Агиос Германос, в превод Свети Герман. В междувоенния период има силна емиграция в посока България и Югославия.
След разгрома на Гърция от Нацистка Германия през април 1941 година в Герман е създадена чета на българската паравоенна организация Охрана. През 1942 година делегация от Леринско изнася изложение молба до Богдан Филов, в което заявява:
| „ | В село Герман един убит и двама ранени [от страна на гърците и германците]. | “ |

След войната през март 1946 година съдът в Лерин съди 30 души от Герман за участие в Охрана. На 16 април 1946 година и през октомври 1948 година много от селяните са арестувани, осъдени и екзекутирани.
На 17 април 1946 година жандармерия обсажда селото и арестува 40 души. След три месеца някои са освободени, някои изпратени в затвор в Лерин, а други в Солун. 13 от тях - Васил Белев, Герман Бабинкостов, Герман Боглев, Йоше Дамовски, Йондрич Иванов, Герман Младенов, Фоте Мечкаров, Вангел Нушев, Стоян Пандеов, Лазо Русев, Методия Торков, Вангел Цетелев и Стоянка Янкова - са изпратени в лагера Ура. През октомври 1948 година военен съд ги осъжда на смърт и те са разстреляни на 29 октомври.
По време на Гражданската война цялото население на Герман го напуска, като повечето от жителите му се заселват в Югославия, но голяма част се установява в Полша – 354 души, в СССР – 105 души и в други социалистически страни. След войната в Герман се връщат част от старите му жители (290 души през 60-те години) и са заселени 840 власи от Епир и 70 понтийски гърци от Шаовци.
В 1987 година Папанастасиевата къща в селото е обявена за паметник на културата.
Според изследване от 1993 година селото е „влашко-славофонско-понтийско“, като „македонският език“ в него е запазен на високо ниво, а влашкият – на средно.
В 2013 година е възстановена Германската воденица.
| Име                        | Име            | Ново име | Ново име        | Описание                                                    |
| -------------------------- | -------------- | -------- | --------------- | ----------------------------------------------------------- |
| Куцуль или Цуцуль          | Κουτσούλ       |          | Δασωμένον       | гора на ЮИ от Герман по левия бряг на Горна                 |
| Горна                      | Γκόρνα         |          | Άνώγι           | река в Баба на ЮИ от Герман, приток на Стара река           |
| Сливье                     | Σλίβιε         |          | Κορομηλιά       | връх в Баба на С от Герман (1635 m)                         |
| Смеса                      | Σμέσα          |          | Σφήνα           | местността на слива на Широка река и Стара река             |
| Преслап                    | Πρέσλαπ        |          | Γυμνό           | местност на СИ от Герман                                    |
| Стого                      | Στόγο          |          | Βράχια          |                                                             |
| Копанките                  | Κιοπάνκιτε     |          | Ποτίστρες       | връх в Баба на ЮИ от Герман (2066 m)                        |
| Киваница                   | Κεϊβανίτσα     |          | Γιαννιώτικα     | река в Баба на ЮИ от Герман, приток на Стара река           |
| Сувата ела                 | Σουβατάλα      |          | Έλάτια          | връх в Баба на ЮИ от Герман (2125 m)                        |
| Бела вода                  | Μπέλα Βόδα     |          | Καλονέρι        | река в Баба на И от Герман, приток на Стара река            |
| Широки Мочари или Мочарите | Σιρόκι Μοτσάρι |          | Μητσάρα         | местност на СИ от Герман по Широка река                     |
| Рамна                      | Ράμνα          |          | Βοσκότοπος      | местност в Баба на И от Герман                              |
| Чоеко                      | Τσόεκο         |          | Χιονάτο         | връх в Баба на И от Герман                                  |
| Горна Тумба                | Γκόρτσα Τούμπα |          | Άνω Τούμπα      | връх в Баба на И от Герман (2084 m)                         |
| Широка                     | Σιρόκα         |          | Συράκον         | река в Баба на И от Герман, приток на Стара река            |
| Вайлепуц                   | Βάλεπουτς      |          | Φαλακρόν        | гранична местност на СИ от Герман в долината на Широка река |
| Ържена                     | Ρεζίνα         |          | Ρετσίνα         | река на СИ от Герман, десен приток на Широка                |
| Алейца                     | Άλέϊτσα        |          | Στρατ. Ντοϋρλος |                                                             |
| Асеноа Стена               | Άσανά Στενά    |          | Τουρκυβούνια    | гранична местност на СИ от Герман                           |
| Стоп                       | Στοπ           |          | Έλληνικόν       | връх в Баба на СИ от Герман (2131,5 m)                      |
| Гарван                     | Γκάρβα         |          | Δεσποτικόν      |                                                             |

Преброявания
- 1913 – 1621 души
- 1920 – 1549 души
- 1928 – 1622 души
- 1940 – 2170 души заедно с населението на Шаовци
- 1951 – 0 души
- 1961 – 689 души
- 1971 – 478 души
- 1981 – 237 души
- 1991 – 267 души
- 2001 – 231 души
- 2011 – 182 души

## Личности
Родени в Герман
- Андон Василев, български революционер, четник на Петър Лесев в 1915 година[32]
- Антон Попов, свещеник, български активист в годините на Втората световна война, определен от гръцките власти в 1942 година като „български пропагандатор“ и „фанатик“[33]
- Алекси Алексов (Αλέξιος Αλεξίου), гръцки андартски деец от втори клас[34]
- Богоя Фотев (1900 – 1993), югославски партизанин и политик
- Вангел Бабинкостов (р. 1938), северномакедонски математик
- Васил Стоянов, доброволец в четата на Иван Атанасов – Инджето през Сръбско-българската война в 1885 година[35]
- Герман Дамовски (1899 – 1959), български и гръцки политик, комунист
- Германия Пейкова (1931 – 1949), гръцка комунистка; в 1946 година влиза в ЕПОН; войник на ДАГ; загива в битката за Лерин[36]
- Дине Гроздановски (1875 – ?), български революционер, войвода на ВМОРО
- Доне Василев, македоно-одрински опълченец, Втора рота на Единадесета сярска дружина[37]
- Йоан Дамулев (Ιωάννης Δαμούλης), гръцки андартски деец, селски първенец, убит от българи през 1904 година[34]
- Методия Стойчевски (1905 – 1995), югославски партизанин
- Константин Найдов (Κωνσταντίνος Νάιδος), гръцки андартски деец, подпомага четата на Каудис[34]
- Коче Ките, арестуван през септември 1903 година, обвинен в „разбойничество“, осъден на доживотна каторга, заточен в Диарбекир, амнистиран с общата амнистия от 12 април 1904 година[38]
- Наум Фотев Геровски (1867 – ?), български революционер, войвода на ВМОРО
- Наум Дамев, арестуван през септември 1903 година, обвинен в „присъединяване към комитите“, осъден на 10 години каторга, заточен в Диарбекир, амнистиран с общата амнистия от 12 април 1904 година[38]
- Наум Спиров (1877 – 1955), български революционер от ВМОРО
- Никола Кючуков (Νικόλαος Κουτσούκης), гръцки андартски деец от втори клас[34]
- Иван Цветков (1876 – ?), македоно-одрински опълченец, Първа рота на Шеста охридска дружина[39]
- Петър Христов Германчето (1867 – 1908), войвода на ВМОРО
- Стефо Германчето, български революционер, загинал преди 1908 г., погребан в братската могила в Апоскеп[40]
- Трайко Христов Топалов, български революционер от ВМОРО, ръководител на местния революционен комитет и войвода на селската чета от Герман през Илинденско-Преображенското въстание[41]
- Хюсеин Джелалудин, арестуван преди април 1904 година, обвинен, че е „откраднал предмети и задигнал добитък, когато населението на село Ръмби по време на бунта напуснало къщите си и избягало в планината“, осъден на 1 година от Апелативния наказателен съд, лежал в Битолския затвор, амнистиран с общата амнистия от 12 април 1904 година[42]
- Яне Колашков (? – 1949), гръцки комунист, войник на ДАГ; завършил с втория випуск офицерската школа на ДАГ и произведен в лейтенант; сражавал се на Воч, Грамос, Горуша; загинал на 4 юли 1949 година на Вич; посмъртно на 2 август 1949 година произведен в майор[43]

Местен комитет на „Охрана“
- Евстрати Хаджопов – командир
- Христо Шапков
- Димитър Хаджопов
- Никола Малианов
- Нико Карамфилов

Починали в Герман
- Елени Хадзопулу (1896 – 1976), деятелка на гръцката пропаганда
- Иван Чакулев (? – 1911), български революционер
- Лазар Киров (Лазарос Киру), гръцки андартски капитан